# Infraestrutura para sistemas de telecomunicações
A infra-estrutura para sistemas de telecomunicações é composta por sistemas essenciais ao funcionamento dos equipamentos de transmissão e comutação.
A infra-estrutura básica para o funcionamento de equipamentos e serviços de telecomunicações consiste de prédios, torres de transmissão, sistema de detecção e alarme de incêndio, sistema de aterramento e pára-raios, sistema de ar-condicionado (refrigeração) e sistema de energia.
Um prédio de telecomunicações deve obedecer a critérios especiais de localização e construção, como, por exemplo, estar longe de aeroportos e estradas de ferro.
As torres de telecomunicações servem para suportar as antenas dos sistemas de transmissão via rádio.
Os sistemas de alarme, aterramento e pára-raios objetivam evitar acidentes devido a fogo e descargas elétricas da atmosfera ou não.
O sistema de ar-condicionado deve otimizar o funcionamento dos equipamentos e proporciona conforto ao ambiente de trabalho.
O sistema de energia, que permite o funcionamento dos equipamentos, é baseado na rede pública ou em grupos geradores. Um equipamento de supervisão controla a entrada de energia elétrica, acionando geradores em caso de falta de energia.sendo assim podemos utilizar com mais frequencia.

## Energia
O suprimento de energia (alimentação) para os equipamentos de comutação é do tipo centralizado. Isso é, realizado através de juntores das cadeias de conversação ou dos circuitos que possibilitam a transmissão de voz, convertida em sinais eletromagnéticos.
A rede pública de energia elétrica fornece 115/220 VCA de corrente alternada que um retificador converte para 48 VCC de corrente contínua. Esse sistema atende tanto à central telefônica quanto as baterias que trabalham em regime de compensação, isto é, atende às variações bruscas de energia necessária aos equipamentos de comutação. A energia fornecida pelo retificador é uma energia média que acarreta carga ou descarga das baterias.
Quando há falha do suprimento de energia pública, as baterias assumem temporariamente o fornecimento de energia, evitando corte do serviço, até o momento em que uma chave comutadora é acionada para a transferência de energia da rede pública para o motor gerador que foi acionado. Além do mais, os sistemas de transmissão também possuem um sistema de energia semelhante ao o para a comutação, que os alimenta eletricamente.
Os geradores de energia para a garantia do fornecimento aos sistemas de telecomunicações podem ser de vários tipos. Por exemplo, em alguns modelos são usados geradores de motor a óleo diesel, semelhantes aqueles utilizados no provimento de energia a prédios comerciais.